# Gramática del interlingua
La gramática del idioma interlingua es una gramática anglorromance simplificada. Es más simple que la gramática inglesa o la gramática de las lenguas romances, germánicas y eslavas.

## Artículo
El artículo definido es siempre "le", y el artículo indefinido es siempre "un". No hay concordancia con el nombre al que cualifica (no cambia por plural o por género).
| artículo definido                     | artículo indefinido             |
| ------------------------------------- | ------------------------------- |
| le patre (sing.), le patres (pl.)     | un patre (en español: "padre"). |
| le infante (sing.), le infantes (pl.) | un infante                      |
| le amica (sing.), le amicas (pl.)     | un amica (en español: "amiga"). |

## Nombre
La gran mayoría de los nombres terminan en una de las vocales "-o" (fructo), "-a" (pagina - "página"), "-e" (libertate  - "libertad"). "-o" ocurre frecuentemente. Cuando la terminación "-o" ocurre en una palabra que designa un ser masculino, el correspondiente femenino puede ser representado por la misma palabra con la terminación sustituida por "-a". El plural se forma por la adición de "-s". Si el nombre tiene final en consonante, la adición es "-es".
| singular                              | plural       |
| ------------------------------------- | ------------ |
| fructo (en español: "fruta")          | fructos      |
| tempore (en español: "tiempo")        | tempores     |
| planta                                | plantas      |
| generation (en español: "generación") | generationes |

## Adjetivos
La gran mayoría de los adjetivos terminan en la vocal "-e" (delicate - "delicado", parve - "pequeño"), o en una de las consonantes -l, -n, -r, -c (natural, equal - "igual", american - "americano", par, cyclic - "cíclico"). Adjetivos puestos inmediatamente cerca un nombre siguen el nombre (normal y lo más frecuente). El adjetivo no tiene inflexión o concordancia adjetival. (Le parve femina es belle. Parve feminas es belle.) Los grados de comparación de adjetivos son expresados por los adverbios plus y minus.
| adjetivo | comparativo | superlativo    |
| -------- | ----------- | -------------- |
| grande   | plus grande | le plus grande |
| bon      | minus bon   | le minus bon   |

## Verbos
Los verbos en interlingua tienen conjugación por pronombre personal obligatorio. Todas las formas del verbo para todos los pronombres: "io, tu, illo, nos, vos, illos" son idénticas. Los verbos en interlingua terminan con "-r" en infinitivo, y terminan con "-a", "-e", o "-i" en presente, y el participio se forma con la terminación "-te".
| Pronombre                                        | Infinitivo | Presente | Pasado    | Futuro   | Condicional |
| ------------------------------------------------ | ---------- | -------- | --------- | -------- | ----------- |
| io, tu, illo nos, vos, illos                     | crear      | crea     | creava    | creara   | crearea     |
| io, tu, illo nos, vos, illos (formas compuestas) | crear      | crea     | ha create | va crear | velle crear |

La intención es que el idioma interlingua sea, esencialmente, el "medio" de todas las lenguas de origen europeo.

## Pronombres personales
| Pronombres personales – singular |        |       |       |      |       |           |
| Persona                          | Género | Nom.  | Pre.  | Obl. | Refl. | Genitivo  |
| Primera                          | –      | io    | me    | me   | me    | mi, mie   |
| Segunda                          | –      | tu    | te    | te   | te    | tu, tue   |
| Tercera                          | masc.  | ille  | ille  | le   | se    | su, sue   |
| Tercera                          | fem.   | illa  | illa  | la   | se    | su, sue   |
| Tercera                          | neut.  | illo  | illo  | lo   | se    | su, sue   |
| Pronombres personales – plural   |        |       |       |      |       |           |
| Persona                          | Género | Nom.  | Pre.  | Obl. | Refl. | Genitivo  |
| Primera                          | –      | nos   | nos   | nos  | nos   | nostre    |
| Segunda                          | –      | vos   | vos   | vos  | vos   | vostre    |
| Tercera                          | masc.  | illes | illes | les  | se    | lor, lore |
| Tercera                          | fem.   | illas | illas | las  | se    | lor, lore |
| Tercera                          | neut.  | illos | illos | los  | se    | lor, lore |

## Pronombres demostrativos
| Demostrativos |        |        |         |         |
| Papel         | Número | Género | Cercano | Remoto  |
| Adjective     | –      | –      | iste    | ille    |
| Pronombre     | Sing.  | masc.  | iste    | (ille)  |
| Pronombre     | Sing.  | fem.   | ista    | (illa)  |
| Pronombre     | Sing.  | neut.  | isto    | (illo)  |
| Pronombre     | Plur.  | masc.  | istes   | (illes) |
| Pronombre     | Plur.  | fem.   | istas   | (illas) |
| Pronombre     | Plur.  | neut.  | istos   | (illos) |